# Aféra lodi Lidice

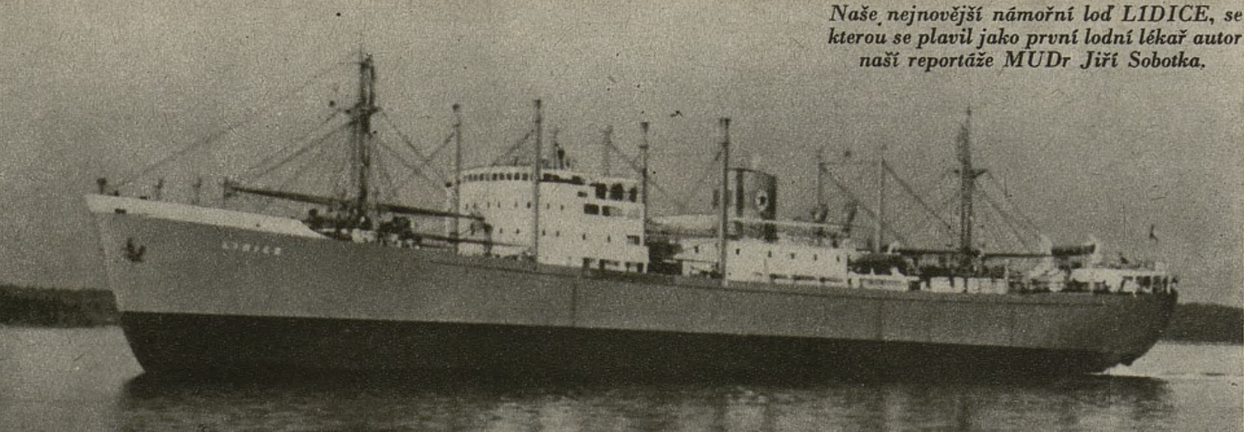
Loď Lidice (časopis Československý voják, 1956)

Aféra lodi Lidice je označení pro události spojené se zadržením československé obchodní lodi Lidice 7. dubna 1959 francouzským námořnictvem u marockého pobřeží. Důvodem zadržení byla přeprava zbraní určených pro alžírské povstalce z Fronty národního osvobození (FLN). Aféra výrazně zhoršila československo-francouzské vztahy. 

## Československá podpora Fronty národního osvobození (FLN)
Vztah Československa k válce v Alžíru byl od prvopočátku determinován postojem Sovětského svazu. Z toho vyplýval v počátečních fázích války, mezi lety 1954-6, spíše zdrženlivý postoj. Československo diplomaticky podporovalo „alžírské“ aktivity SSSR v OSN a udržovalo nepříliš intenzivní kontakty s Komunistickou stranou Alžíru (PCA). Vztah k Frontě národního osvobození byl chladný, protože FLN se v této době nijak netajila svými antikomunistickými postoji.
Změnu postoje přineslo až přiostření mezinárodní situace v druhé polovině roku 1956 z důvodů Suezské krize a Maďarského povstání. Byť oficiálně navázala československá vláda kontakty s FLN až v roce 1960, už v roce 1957 souhlasila, že bude prostřednictvím Maroka dodávat Frontě národního osvobození zbraně. Jednalo se především o kořistní lehkou výzbroj z druhé světové války (pušky systému Mauser, automatické pistole, samopaly, lehké kulomety, minomety, tarasnice, nálože a příslušnou munici).
K prvnímu kontaktu došlo, za egyptského zprostředkování, dne 28. ledna 1957, kdy vídeňského zástupce podniku zahraničního obchodu KOVO oslovil pan Hamid Ouezzani (podle francouzské tajné služby SDECE to byl dr. Driss Ben Said, hlavního nákupčí FLN ve střední Evropě) s dotazem na možnost urychleného nákupu zbraní (i starších) v Československu. Po konzultaci se SSSR byl obchod politbyrem ÚV KSČ schválen.
První zásilka zbraní dorazila bez obtíží do Alexandrie. Druhou zásilku odeslanou do Casablanky formálně zadržela marocká policie a posléze předala alžírským povstalcům. Další zásilku, přepravovanou na palubě jugoslávské lodi Slovenija, zadržely dvě lodě francouzského námořnictva 18. ledna 1958 45 mil od alžírského pobřeží. Čtvrtou zásilku dopravila do Casablanky bez komplikací 2. ledna 1959 západoněmecká loď Mönkedamm.

## Zásilka lodi Lidice

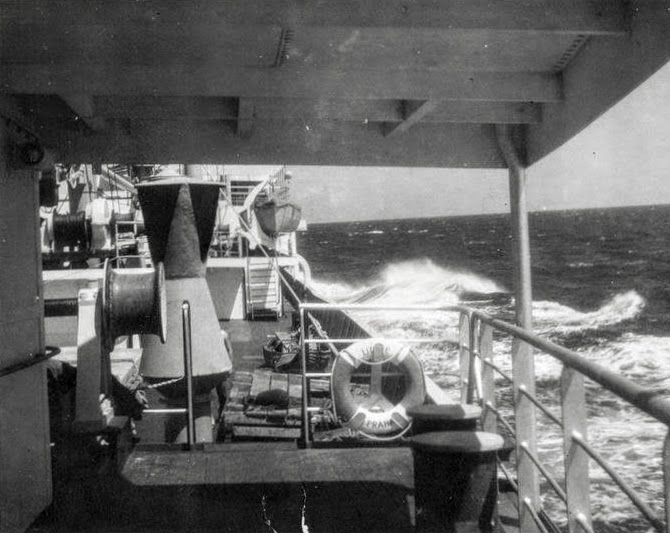
Pohled na hlavní palubu lodi Lidice (1956)

V polovině března podepsalo československé vedení s marockou stranou smlouvu o dalším prodeji zbraní. Jednalo se o 580 tun zbraní v ceně 632 tisíc dolarů. Z důvodu toho, že se československá strana nedohodla s lichtenštejnskou zprostředkovatelskou firmou Nawiland Trust, jednala s marockou stranou sama a také náklad měl být do Casablanky dopraven na československé lodi. Nedostatečné utajení vedlo k tomu, že francouzská tajná služba patrně od začátku o celém obchodu věděla a loď sledovala už od nakládání v polské Gdyni. 
Loď vypravovala společnost Čechofracht. Při plánování trasy bylo rozhodnuto, že se nepopluje z Gdyně kolem Dánska, ale kvůli urychlení cesty o jeden den Kielským průplavem. V Kielském průplavu se ale prováděla formální celní prohlídka a tak byla loď vybavena dvojí sadou dokumentů. Kromě pravých dokumentů o tom, že loď veze náklad zbraní do marocké Casablanky, měl kapitán k dispozici falešný lodní manifest s konosamentem o tom, že loď veze všeobecný náklad do vietnamského Haiphongu, kterým se měl prokázat v Kielském průplavu. Kapitán Ladislav Makový ovšem nebyl důsledně informován o tom, kdy má použít které doklady, což později zapříčinilo mnoho nepříjemností.
Plavba, včetně proplutí Kielského průplavu, probíhala bez problému, ale 7. dubna 1959 kolem šesté ráno zastavila Lidice francouzská fregata Le Béarnais (F 775). Kapitán Makový sice protestoval proti zadržení své lodi v mezinárodních vodách, ale po varovném výstřelu souhlasil s kontrolou. Na palubu dorazilo osm francouzských námořníků spolu se dvěma důstojníky. Kapitán Makový se domníval, že pravdivé doklady o nákladu může použít až v Casablance a vykázal se falešnými nákladovými listy. To ihned vyvolalo podezření, protože loď byla zadržena dvacet mil od Casablanky, takže bylo jasné, že nemíří přes Port Said do Vietnamu. Kapitán se snažil vše zachránit vlepením falešného záznamu do knihy telegramů, podle kterého dostal 3. dubna pokyn změnit kurz na Casablanku pro vyzvednutí dalších instrukcí. Každopádně tyto nesrovnalosti daly Francouzům záminku k eskortování lodi do přístavu Mers-el-Kébir u Oranu. Hned po zakotvení byla, za přítomnosti novinářů, zahájena prohlídka nákladu, která odhalila pravý stav věci. Náklad zbraní byl francouzskými úřady zabaven. Po vyložení byla loď 12. dubna, krátce po půlnoci, propuštěna.

### Náklad
Náklad tvořilo 580 tun zbraní zabalených v 3996 bednách s popruhy určenými pro ruční manipulaci.
| Materiál                          | Počet kusů |
| --------------------------------- | ---------- |
| 7,92 mm puška vz.98N              | 12 000     |
| 7,92mm kulomet vz.42N             | 2 000      |
| záložní hlaveň ke kulometu vz.42N | 2 000      |
| 7,92 mm náboj vz.47               | 10 mil.    |
| 9 mm náboj vz.48                  | 2 mil.     |

## Diplomatická dohra
Československo francouzský zákrok okamžitě označilo za pirátství a žádalo náhradu za zabavený materiál. Politbyro se záležitostí zabývalo na celkem devíti zasedáních a odeslalo francouzské straně pět diplomatických nót. Ovšem faktické možnosti zásahu proti Francii byly dosti omezené. Ministerstvo národního hospodářství nedoporučilo opatření v hospodářské oblasti, protože by to mohlo narušit slibně se rozvíjející obchod se zeměmi Francouzského společenství. Podat protest k Radě bezpečnosti OSN zase nedoporučil Sovětský svaz. Jedinými možnými nátlakovými prostředky se tak staly obstrukce při přijímání nového francouzského velvyslance v Praze Jeana Paula Gartiera a zastavení vyplácení kompenzací za zestátněný francouzský majetek v Československu.
Francie od začátku tvrdila, že zabavení zbraní v mezinárodních vodách bylo naprosto legální s ohledem na nesrovnalosti v nákladových listech a charakter nákladu. Na kroky československé strany Francie reagovala v roce 1962 odmítnutím rozšířit obchodní smlouvu. 
Celá kauza se vyřešila až na jednáních v Praze 24. června - 11. července 1963. Francie souhlasila, že zaplatí škody vzniklé zadržením lodi Lidice, ale ne cenu nákladu (ten ostatně už uhradily pojišťovny). V celém dokumentu se však nesmělo nikde objevit, že se jedná o kompenzace spojené s aférou Lidice. Poté byly normalizovány diplomatické vztahy mezi ČSSR a Francií, i když napětí mezi zeměmi trvalo i nadále.

## Důsledky
Ihned po incidentu nařídilo politbyro důkladné vyšetření příčin, které vedly k zadržení lodi. Vyšetřováním byl pověřen ministr státní kontroly Josef Krosnář. Ukázalo se, že na vině je především šlendrián úředníků, špatně zvolená trasa, která si vyžádala vystavení dvojí sady dokumentů a nedostatečné instrukce, které dostal před plavbou kapitán lodi. Aféra stála místo několik vysokých úředníků, především ředitele podniku zahraničního obchodu OMNIPOL generála Františka Macka. Vláda také napříště zakázala používat k dopravě zbraní československé lodě.